# Síndrome do olho seco
Síndrome do olho seco, também conhecida como ceratoconjuntivite sicca ou síndrome da disfunção lacrimal, é uma doença ocular multifatorial caracterizada pela diminuição na produção ou aumento na evaporação das lágrimas, que provoca desconforto, distúrbios visuais e instabilidade do filme lacrimal. Outros sintomas associados incluem irritação, vermelhidão, secreção e olhos cansados. Os sintomas podem variar de leve e episódico a grave e frequente. Em alguns casos sem tratamento, pode ocorrer a cicatrização da córnea.
A síndrome pode ser desencadeada por disfunções da glândula acinotarsal, alergias, gravidez, síndrome de Sjögren, deficiência de vitamina A, a cirurgia LASIK e por certos medicamentos, como anti-histamínicos, alguns anti-hipertensivos, repositores hormonais e antidepressivos. Conjuntivites crônicas, como aquelas causadas por exposição à fumaça de cigarro ou por infecções, também podem levar a essa condição. O diagnóstico baseia-se principalmente nos sintomas, mas pode ser confirmado por exames específicos.
O tratamento depende da causa subjacente. Lágrimas artificiais são o tratamento de escolha habitual. A suspensão ou troca de certos medicamentos em uso pode ajudar a controlar o quadro. Dentre as medicações de uso tópico, as mais indicadas são os colírios de ação anti-inflamatória (ciclosporina A, corticosteroides). Em casos mais graves e resistentes, o médico pode recorrer a outras modalidades de tratamento, como o uso de lentes de contato esclerocorneanas, oclusão de pontos lacrimais e diversas técnicas cirúrgicas.
A síndrome do olho seco é uma doença ocular comum, que pode afetar 5 a 34% das pessoas em algum grau, dependendo da população analisada. Em indivíduos idosos, sua incidência pode chegar a 70%.